# Öknaskogen
Öknaskogen är ett kommunalt naturreservat i närheten av Vivalla/Lundby i Örebro kommun.
Området omfattar 70 hektar och utgörs av en barrdominerad blandskog. Tanken är att behålla och skapa en flerskiktad artrik skog med stort inslag av gamla grova träd, död ved och rik flora. I området finns många stigar, och avsikten är att skapa en miljö för friluftsliv.

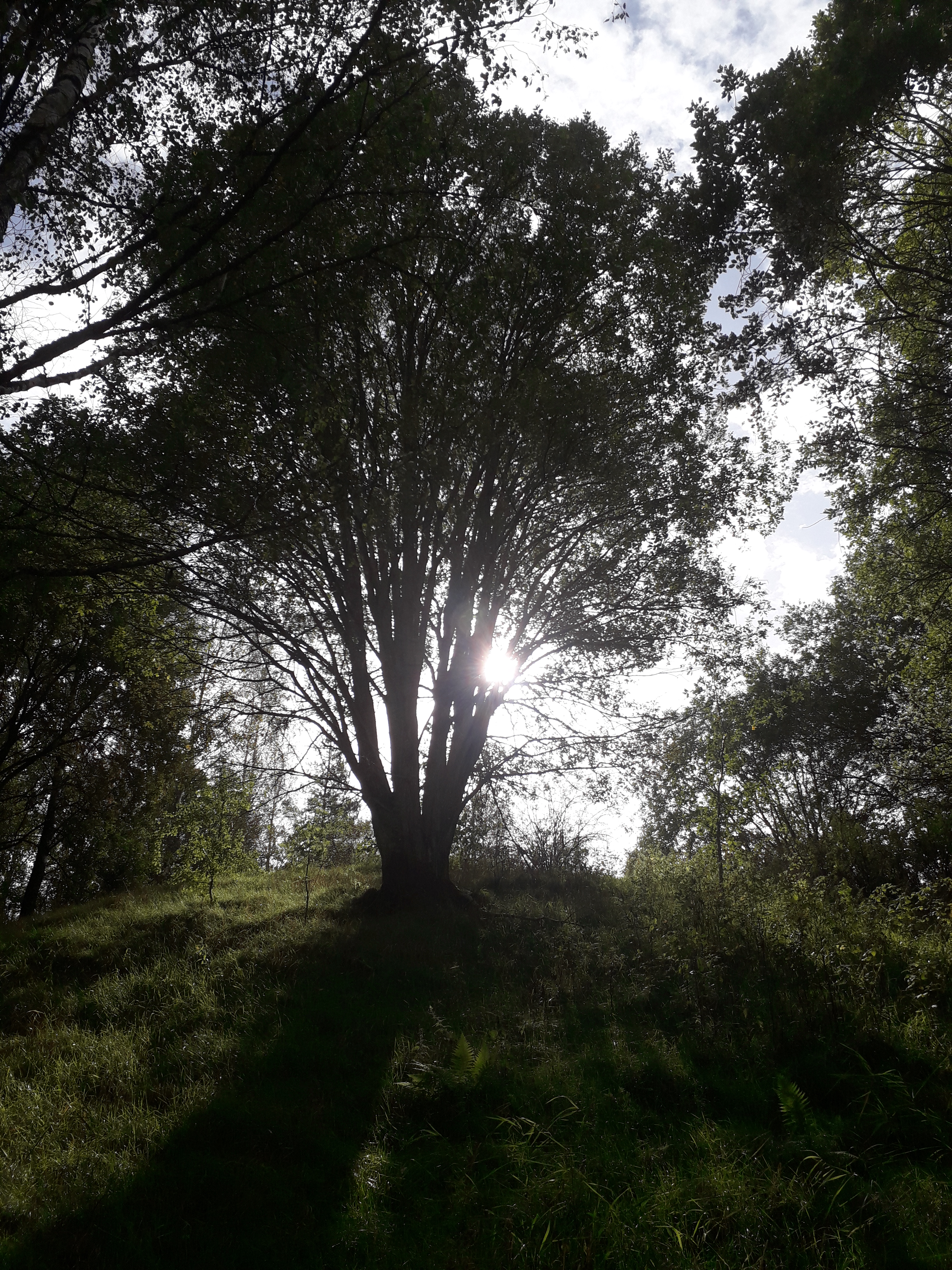
Grönområde vid Lundbykullen i Öknaskogen.

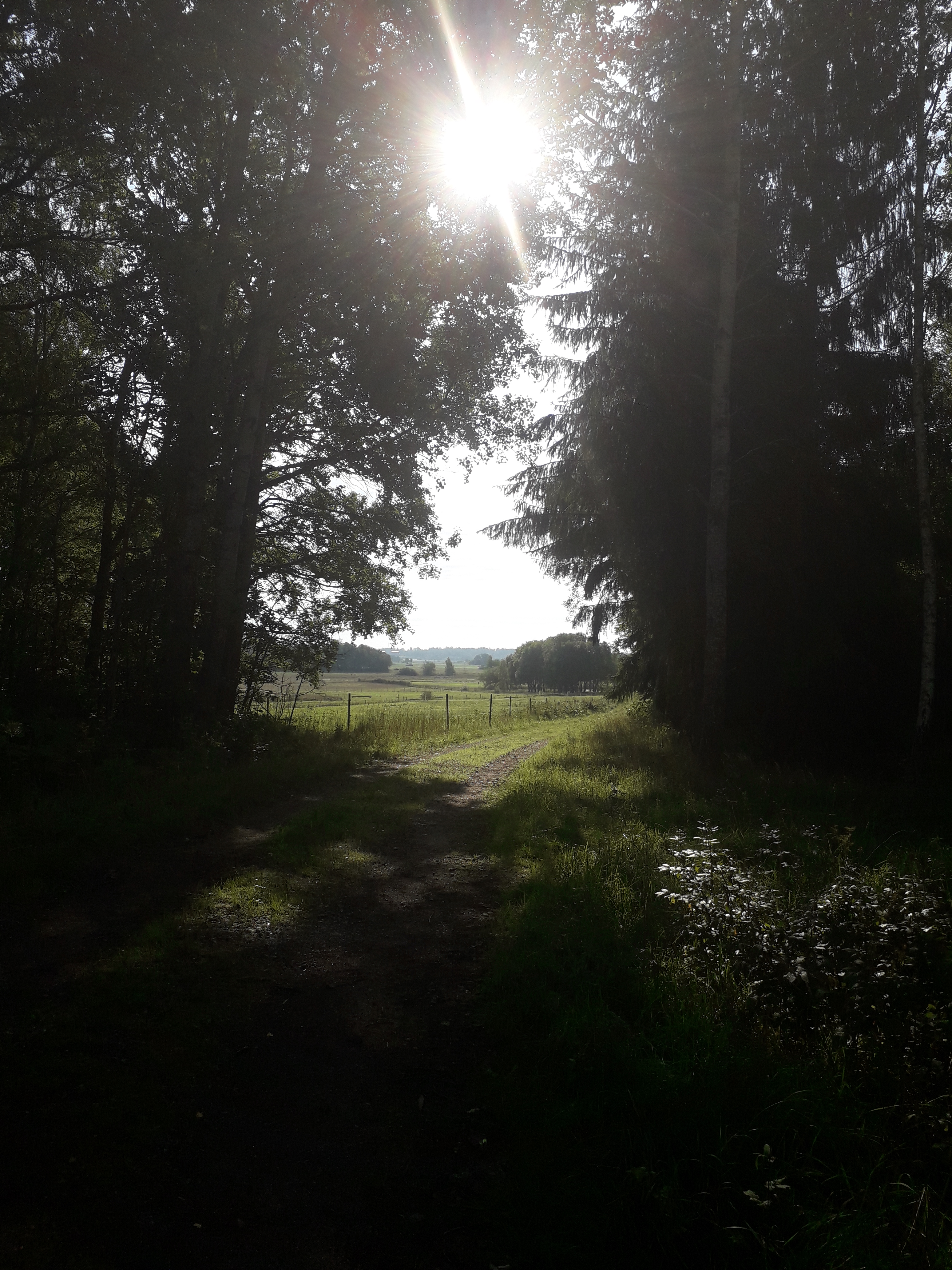
Utkanten av Öknaskogen vid Lundby mot fotbollsplanen och Kåvi ängar.

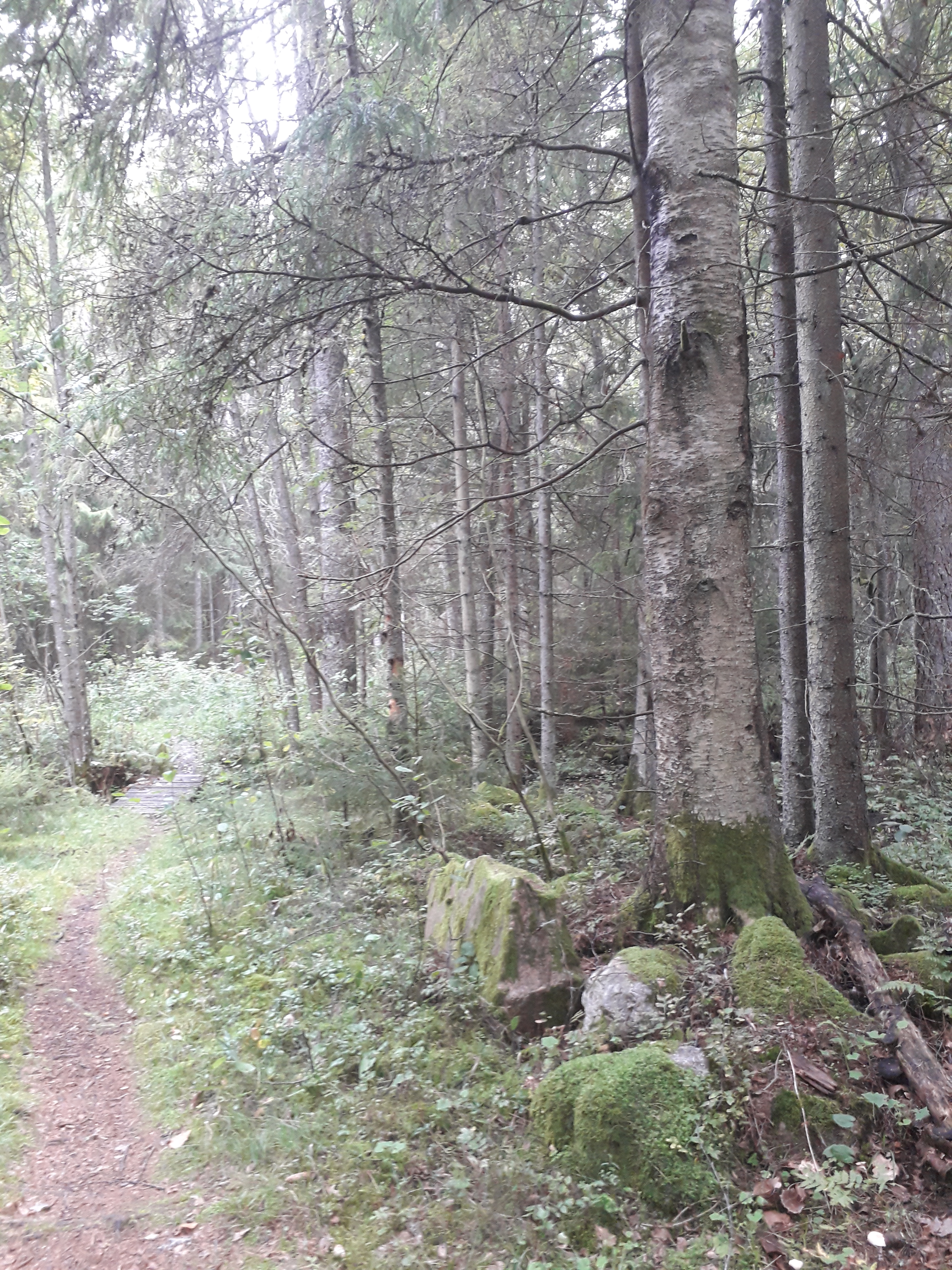
Motionsslinga, Öknaskogen vid Lundby.